# ThinkStation
La ThinkStation es una línea de estaciones de trabajo profesionales de Lenovo. Están diseñadas para ser utilizadas en computación de alto nivel y tareas de CAD y compiten principalmente con otras líneas de estaciones de trabajo empresariales, como las Precision de Dell, la línea Z de HP y la línea Mac Pro de Apple
| Mercado (CPU)                                                                         | Gabinete       | Año de Lanzamiento | Año de Lanzamiento | Año de Lanzamiento | Año de Lanzamiento | Año de Lanzamiento | Año de Lanzamiento | Año de Lanzamiento | Año de Lanzamiento | Año de Lanzamiento | Año de Lanzamiento | Año de Lanzamiento | Año de Lanzamiento | Año de Lanzamiento | Año de Lanzamiento | Año de Lanzamiento | Año de Lanzamiento |
| Mercado (CPU)                                                                         | Gabinete       | 2008               | 2009               | 2010               | 2011               | 2012               | 2013               | 2014               | 2015               | 2016               | 2017               | 2018               | 2019               | 2020               | 2021               | 2021               | 2022               |
| ------------------------------------------------------------------------------------- | -------------- | ------------------ | ------------------ | ------------------ | ------------------ | ------------------ | ------------------ | ------------------ | ------------------ | ------------------ | ------------------ | ------------------ | ------------------ | ------------------ | ------------------ | ------------------ | ------------------ |
| Nivel básico (1x Intel Core i5/i7/i9 or Xeon 3000/E3/E-series)                        | Torre          |                    |                    | E20                | E30                | E31                | E32                | P300               |                    | P310               | P320               | P330               | P330 Gen2          | P340               | P348               | P350               | P360               |
| Nivel básico (1x Intel Core i5/i7/i9 or Xeon 3000/E3/E-series)                        | SFF            |                    |                    |                    |                    |                    |                    | P300               |                    | P310               | P320               | P330               |                    | P340               |                    | P350               |                    |
| Nivel básico (1x Intel Core i5/i7/i9 or Xeon 3000/E3/E-series)                        | Pequeño        |                    |                    |                    |                    |                    |                    |                    |                    |                    | P320               | P330               | P360               | P340               |                    | P350               |                    |
| Rango medio (1x Intel Core 2 Duo/Quad, Core i3/i5/i7/i9 o Xeon serie W3000/5000/E5/W) | Torre          | S10                | S20                |                    |                    |                    | S30                | P500               |                    | P510               | P520               |                    |                    |                    |                    |                    |                    |
| Rango medio (1x Intel Core 2 Duo/Quad, Core i3/i5/i7/i9 o Xeon serie W3000/5000/E5/W) | Torre compacta |                    |                    |                    |                    |                    |                    |                    |                    |                    | P520c              |                    |                    |                    |                    |                    |                    |
| Alta gama (1x AMD Ryzen Threadripper Pro)                                             | Torre          |                    |                    |                    |                    |                    |                    |                    |                    |                    |                    |                    |                    | P620               |                    |                    |                    |
| Premium (2x Intel Xeon 5000/E5/Scalable)                                              | Torre          |                    |                    | C20                |                    | C30                |                    |                    | P700               | P710               | P720               |                    |                    |                    |                    |                    |                    |
| Premium (2x Intel Xeon 5000/E5/Scalable)                                              | Torre          | D10                | D20                |                    |                    | D30                |                    | P900               |                    | P910               | P920               |                    |                    |                    |                    |                    |                    |

## 2022

### P360
Lenovo lanzó el modelo  ThinkStation P360 Tower Workstation. El modelo es potenciado por los procesadores Intel Core de 12.ª con soporte de gráficos NVIDIA y preparado para VR. El modelo reclama estar certificado ecológicamente y estar construido con materiales sustentables. Los precios arrancan en USD1049.

## 2021

### P350
P350 es el sucesor del modelo P340, con procesadores Intel de 11.ª generación y PCI Express 4.0.

## 2020

### P340
P340 es el sucesor del modelo P330, con procesadores Intel de 10.ª generación.

## 2019
El 7 de mayo de 2019, Lenovo presentó versiones mejoradas de sus estaciones de trabajo ThinkStation P720 y ThinkStation P920. Las nuevas estaciones de trabajo se basan en hasta dos procesadores escalables Intel Xeon Cascade Lake que cuentan con hasta 28 núcleos por zócalo y funcionan hasta a 4,4 GHz. Las CPU se combinan con hasta 384 GB o 2 TB de memoria DDR4-2933 en P720 o P920 respectivamente, así como con varias tarjetas gráficas NVIDIA Quadro RTX 8000 o Quadro GV100. Ambas máquinas admiten varios SSD NVMe/PCIe (ya sea en factor de forma M.2 o en un adaptador especial PCIe 3.0 x16 Quad M.2), así como hasta 60 TB de capacidad de disco duro.

## 2018

### P330
Lenovo describió el P330, disponible en tres factores de forma, como «estaciones de trabajo de nivel básico». Como indica el dígito medio del número de modelo, estos reemplazos para la serie 320 representaron una nueva generación de arquitectura y lenguaje de diseño. La serie P330 estaba disponible con procesadores de 8.ª generación (Coffee Lake), incluidos las CPU Xeon E Workstation.

## 2017

### P520/P520c
Lenovo anunció los dos modelos P520 en noviembre de 2017. La diferencia más notable entre estas versiones es la cantidad de zócalos de RAM (8 zócalos con un máximo de 256 GB de RAM en el P520 frente a 4 zócalos y 128 GB en el P520c).

### P720/P920
Una salución de rango medio/alto. Especificaciones oficiales:
- Procesadores: 2x
- RAM: 384 GB/1 (o 2) TB (LRDIMM/RDIMM) ECC, DDR4-2666 (12/16 zócalos)
- PSU: 850 W/1400 W privativa

## 2016

### P310
La ThinkStation P310 es una estación de trabajo de «nivel de entrada» y un reemplazo para la ThinkStation P300. Viene de serie con un procesador Intel Xeon E3-1200v5 y una GPU Nvidia. Puede alojar hasta 64 GB de RAM y es compatible con el sistema de unidades FLEX de Lenovo.

### P510
Una solución de gama alta de un solo zócalo. Especificaciones oficiales:
- Procesador: hasta Intel Xeon E5-2600 v4 (22*2,2 GHz)
- RAM: hasta 256 GB RDIMM 2400 MHz (8 zócalos)
- Gráficos: 2 zócalos PCI-e x16 , hasta NVIDIA Quadro P6000 o Tesla K40 en la base
- PSU: 490 o 650 W, privativo

### P710
Una solución regular de doble zócalo. Especificaciones oficiales:
- Procesadores: 2 procesadores de la familia Intel E5-2600 v4 Broadwell
- Memoria: módulos de memoria DDR4 (RDIMM) a 2400 MHz. El sistema admite hasta 384 GB de memoria con módulos de 32 GB RDIMM en los 12 zócalos (6 DIMM por procesador), soportando 8 canales (4 canales por procesador), y equipado con procesadores duales.
- Almacenamiento: Hasta 12 dispositivos, y una capacidad máxima 36 TB. Un conector Flex justo encima de las bahías de almacenamiento internas puede admitir un máximo de dos dispositivos de almacenamiento M.2 dobles opcionales mediante un adaptador Flex. El sistema cuenta con un controlador de almacenamiento integrado que funciona a 6 Gbit/s, pero para obtener más opciones de RAID y mayor velocidad, los usuarios pueden instalar un adaptador LSI 9364-8iPCIe opcional con 1 GB de memoria y compatibilidad con SAS SATA de 12 Gbit/s.
- Expansión: soporte para hasta tres gráficos GPU (tres zócalos PCIe 3.0 x16, dos a través de CPU1, una a través de CPU2) o aceleradores computacionales de Nvidia.
- Fuente de alimentación: Una fija de 650 watts u 850 watts, con detección automática, 92 %, calificada 80 PLUS Platinum. 650 W: 1x150 W + 2x75 W con controlador SATA integrado y hasta dos CPU de 120 W cada uno; 850 W: 1x300 W + 2x75 W (hasta dos CPU de 120 W cada uno), o 2x150W+1x75W.

### P910
Una solución regular de gama alta. Especificaciones oficiales:
- Procesadores: 2x
- RAM: 896 GB/512 GB (LRDIMM/RDIMM) ECC, DDR4-2400 (16 zócalos)
- Gráficos:[11]
- PSU: 1300 W privativa

## 2015

### P700
El P700 se presentó en noviembre de 2015. Tiene un ganiete negro simple con detalles en rojo que incluye numerosos lugares en el frente para auriculares, un lector de tarjetas, puertos USB, etc. El panel lateral incluye un candado con llave y se puede quitar presionando una palanca de acero. Todos los componentes internos son modulares y están diseñados para ser removidos y reemplazados sin herramientas. El P700 utiliza procesadores Intel Xeon. Las placas gráficas Nvidia vienen de serie.
Edpecificaciones:
- Procesador: hasta dos E5-2699 v3 de 18 núcleos a 2,3/3,6 GHz y 45 MB
- RAM: hasta 768 GB LRDIMM (384 GB RDIMM) a 2133 MHz, en dos canales cuádruples (12 x (64 GB LRDIMM o 32 GB RDIMM))
- Fuente: 650 W o 850 W

## 2014

### P Series

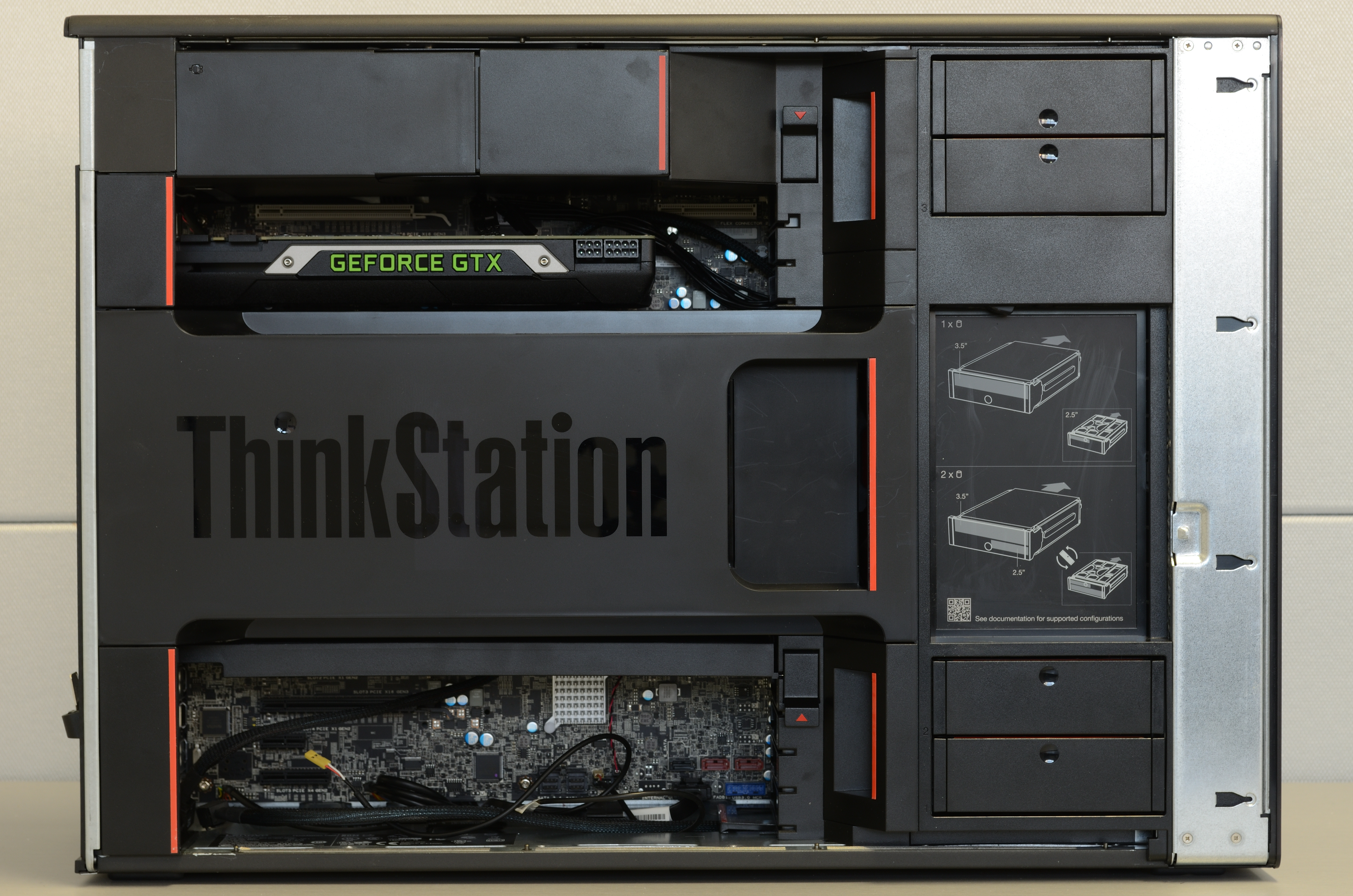
ThinkStation P900

Lenovo lanzó la serie P en SIGGRAPH 2014, en Vancouver, Canadá. La serie P está diseñada para su uso en ingeniería, arquitectura, video profesional, producción de energía, finanzas y otras industrias de computación intensiva. La serie incluye los modelos P900, P700, P500 y P300. La serie P utiliza procesadores Xeon de Intel y placas de video Quadro de NVIDIA en la base. La línea P300 utiliza Xeon basados en Haswell y admite memoria de doble canal. El P500 utiliza Xeons Haswell-E individuales y memoria de cuatro canales. El P700 usa dos Xeon Haswell-E. El P900 es similar al P700 pero usa múltiples PCIe y tiene ES mejorada. La serie P tiene certificación ISV para todas las aplicaciones.

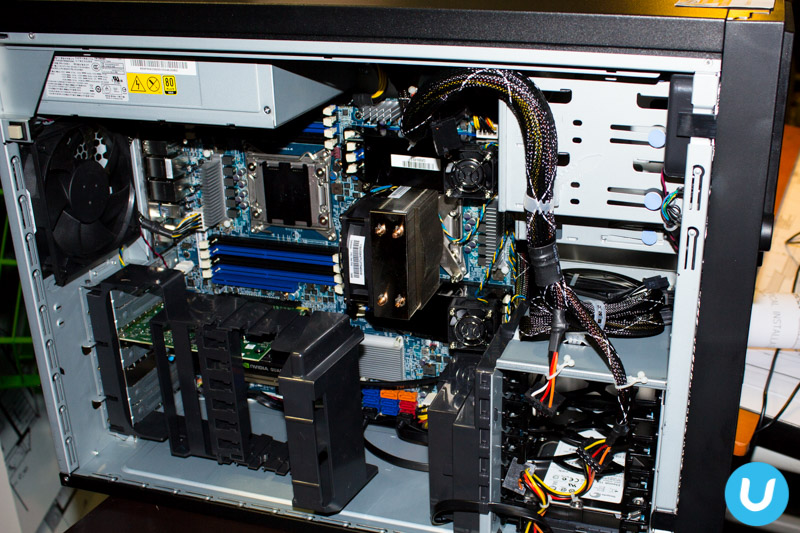
Interior de una ThinkStation P300.

La serie P se basa en el sistema de bandejas y conectores de Lenovo «Flex» que están diseñados para permitir actualizaciones sin herramientas. La Bahía Flex en la parte frontal de cada unidad se puede configurar con una unidad óptica o una variedad de opciones, como lectores de tarjetas y conexiones FireWire. Las unidades se instalan mediante Bahías Flex que vienen en tamaños de 2,5" y 3,5". Cada bandeja puede admitir una unidad de 3,5" o dos unidades de 2,5". El Conector Flex es una placa intermedia que vincula la placa base a través de PCIe a dispositivos SATA, SAS y RAID sin utilizar zócalos para placas.

#### P500
Una solución de gama alta de un solo zócalo. Especificaciones oficiales:
- Procesador: Intel Xeon E5-2699 v3 (18*2,67 GHz)
- RAM: hasta 512/256 GB LRDIMM/RDIMM 2133 MHz (8 zócalos)
- Gráficos: dos zócalos PCI-e x16, hasta NVIDIA Quadro M6000 o Tesla K20
- PSU: 490 o 650 watt, privativa[17]

## 2013

### S30
El Lenovo ThinkStation S30 se presentó en 2013. Cuenta con conjuntos de chips y procesadores Intel Sandy Bridge y luego se actualizó a los procesadores Intel Ivy Bridge Core i5\i7 e Intel Xeon de cuatro núcleos (por ejemplo, Intel Xeon E5-1620 v2) hasta doce núcleos, como el modelo de gama alta Intel Xeon E5-2697 v2.

### E32
El 21 de agosto de 2013, Lenovo presentó la estación de trabajo profesional ThinkStation E32 que está disponible en torre o gabinete de factor de forma pequeño de 12,9 litros. El E32 incorpora el chipset Intel Haswell más reciente y es compatible con los procesadores Intel Xeon E3 y de cuarta generación, así como con los procesadores de las series Intel Core i7 y Core i5. El E32 es compatible tanto con Intel HD Graphics P4600 integrado como con tarjetas gráficas NVIDIA NVS o Quadro 3D, hasta el K4000. El E32 admite hasta 32 GB de memoria DDR3 ECC de 1600 MHz en ambos factores de forma y tiene puertos USB 3.0 en la parte delantera y trasera del gabinete para un total de seis puertos USB 3.0.
Al igual que todas las ThinkStations de Lenovo, la E32 está completamente certificada ISV para conjuntos de aplicaciones de Autodesk, Adobe, Dassault Systèmes, PTC y Siemens, así como muchos otros. El E32 es una plataforma de nivel de entrada ideal para usuarios de CAD y AEC. Tanto la configuración de torre como la SFF son confiables y «ecológicas», y ofrecen la certificación 80 Plus Platinum con hasta un 92% de eficiencia energética. Debido a la integración de la microarquitectura Intel Haswell y a Microsoft, que finalizó oficialmente el soporte para el sistema operativo Windows XP en abril de 2014, el E32 es el primer modelo de ThinkStation que no admite la instalación de Windows XP.

## 2012

### D30
La ThinkStation D30 es una estación de trabajo de torre tradicional de tamaño completo lanzada en 2012. Como es habitual en las ThinkStations, el panel frontal presenta un patrón en forma de panal perforado. El D30 puede contener hasta dos procesadores Intel Xeon de ocho núcleos que cuentan con hyperthreading para admitir el procesamiento de hasta 32 hilos de datos simultáneos. El video funciona con palcas gráficas Nvidia Quadro. La D30 obtuvo una puntuación muy alta de 25,31 puntos en la prueba Cinebench de renderizado 3D. A modo de comparación, el Apple Mac Pro de finales de 2012 solo obtuvo 7,36 puntos en la misma prueba.
En una revisión de la D30, PC Magazine escribió: «A veces, solo necesita sacar el palo grande, y Lenovo ThinkStation D30 es ese palo grande. La potencia pura de las CPU Xeon duales de ocho núcleos más la capacidad de agregar tarjetas Nvidia Quadro más potentes significa que este es un sistema para quemar los plazos de los proyectos en minutos en lugar de horas, o en horas en lugar de días. Nuestra última estación de trabajo Elección del editorde doble procesador, fue la Lenovo ThinkStation C20, que nos sorprendió por colocar CPU duales Xeon en un gabinete más compacto. La ThinkStation D30 de Lenovo ahora usurpa ese puesto, como la elección del editor de la estación de trabajo de doble procesador. Gana con potencia, capacidad de expansión y una devoción despiadada para hacer su proyecto antes que puedan hacerlo cualquiera de sus rivales».

### C30
La ThinkStation C30 es una estación de trabajo de dos procesadores de gama alta diseñada para su uso en edición de video, ingeniería y finanzas. El C30 es un poco más pequeño que una torre de tamaño completo, pero aún viene con dos zócalos PCI, dos zócalos para tarjetas PCIe x16 libres para placas gráficas, una ranura PCIe x4 libre y espacio para dos bahías de disco duro libres. Trae de serie dos procesadores Intel Xeon E5-2620, 16 GB de memoria de sistema ECC DDR3, una placa gráfica Nvidia Quadro 4000 y un disco duro de 500 GB. Hay una opción para montar en rack el C30.
PC Magazine escribió: «La ThinkStation C30 de Lenovo es una muy buena estación de trabajo con dos procesadores. Es una central eléctrica para el usuario financiero, DCC o de ingeniería con limitaciones de espacio en su organización. Por lo tanto, el sistema es muy recomendable, pero su hermano mayor más espacioso, más potente y más caro, el ThinkStation D30 de Lenovo, se aferra a la Elección del Editor para estaciones de trabajo de dos procesadores por el momento, por tener mucha más potencia y ser más flexible para futuras actualizaciones».

## 2011

### E30
Anunciada en marzo de 2011, la estación de trabajo E30 podría equiparse con procesadores Intel Core i o Intel Xeon. La estación de trabajo podía estar equipada con unidades de estado sólido de 80 GB o 160 GB. Los gráficos discretos estaban disponibles en la estación de trabajo, en forma de gráficos NVIDIA Quadro o NVS.
Cuando se lanzó el E30, Tao Gu, director ejecutivo y gerente general de la Unidad de negocios de estaciones de trabajo de Lenovo, dijo: «Creamos la estación de trabajo ThinkStation E30 para ofrecer un procesamiento extremadamente potente en una solución certificada por software a precios de escritorio».
Las especificaciones detalladas de la estación de trabajo son las siguientes:
- Procesador: hasta Intel Xeon E3-1280 3,5 GHz
- RAM: hasta 16 GB DDR3 1333 MHz ECC (4 zócalos)
- Gráficos integrados:
  - Intel HD 3000 o HD P3000
- Gráficos 2D: hasta NVIDIA Quadro NVS 450 (512 MB)
- Gráficos 3D: hasta NVIDIA Quadro 2000 (1 GB)
- Almacenamiento:
  - hasta 2 TB 7200 RPM SATA
  - hasta 600 GB 10.000 RPM SATA
  - hasta 160 GB SSD
- Dimensiones (mm): 412 x 175 x 420
- Weight: 14 kg

## 2010

### C20
La estación de trabajo C20 era compacta, diseñada para ser fácil de montar en un rack. Este tamaño compacto permitió apilar hasta 14 estaciones de trabajo en un rack estándar de 42U. También significó que a los usuarios que usaban una sola estación de trabajo se les ofreció espacio adicional sobre o debajo de su escritorio.
Las especificaciones detalladas de la estación de trabajo son las siguientes:
- Procesador: dos Intel Xeon E5650 a 2,67 GHz
- RAM: hasta 48 GB 1066 MHz (6 zócalos)
- Gráficos: NVIDIA Quadro FX 4800 (dual)
- Almacenamiento: 500 GB
- Sistema operativo: Windows 7 Professional (64 bit)
- Unidad óptica: una bahía de 5,25", con lectrograbadora de DVD- o Blu-ray

SLASHGEAR declaró que «tuvieron problemas para ralentizar el C20, esta no es una PC en la que abrir unas pocas docenas de ventanas del navegador provocará retrasos, y también se mantuvo admirablemente silencioso (aunque el ruido del ventilador aumentó a medida que el sistema estaba estresado durante la prueba de referencia)». El revisor también afirmó que el precio sería demasiado alto para que la mayoría de la gente lo pueda pagar.
El crítico resumió la estación de trabajo diciendo: «Sin embargo, los profesionales gráficos, los editores de video o cualquier persona que busque hacer una gran cantidad de procesamiento en un tiempo mínimo, y sin convertir su oficina en una granja de servidores, definitivamente debería considerar el C20».
Además, dado que la máquina fue diseñada como una estación de trabajo utilizada por profesionales gráficos y editores de video, no fue pensada para reemplazar las máquinas de juego de alta gama.
PCMag recibió la estación de trabajo de manera positiva, otorgándole 4 de 5 estrellas y un premio Elección del Editor (Editors' Choice).
La estación de trabajo ha sido certificada por varios ISV, incluidos:
- Autodesk: 3ds Max (2008/2009), Alias Studio 2008, AutoCad 2008, Maya (2008 Extensión 2/2009/2010), Softimage 2010
- Dassault Systèmes: Catia (V5R18/V5R19/V6R2009x), SolidWorks
- PTC: CoCreate Modeling, Pro/E Wildfire 4.0, Pro/E Wildfire 5.0
- Siemens: NX 4, NX 5

### E20
PCMag calificó la estación de trabajo E20 como «una estación de trabajo "real" por el precio de una PC de consumo». Recibió la «Mención de honor» en los premios «Lo mejor del año» 2010 de PCMag. La estación de trabajo también incluía varias funciones respetuosas con el medio ambiente. Entre estas se encontraban las certificaciones Energy Star 5.0 y GREENGUARD. La estación de trabajo incorporó un 66 % de plásticos reciclados, con varios programas de reciclaje disponibles de Lenovo una vez que la estación de trabajo llegó al final de su vida útil.
Desktop Review recibió la estación de trabajo de manera positiva diciendo: «Silencioso, capaz, y con una calidad de construcción excelente, la ThinkStation E20 es una buena opción para aquellos que necesitan los beneficios de una estación de trabajo en un paquete más delgado y eficiente». Desktop Review otorgó a la estación de trabajo 4 de 5 estrellas.
Las especificaciones detalladas de la estación de trabajo son las siguientes:
- Procesador: Intel Core i5-650 a 3,2 GHz
- RAM: base 4 GB (4 zócalos)
- Almacenamiento: 500GB
- Gráficos: NVIDIA Quadro FX 580
- Unidad óptica: DVD+/-RW de doble capa
- Sistema Operativo: Microsoft Windows 7 Profesional

La estación de trabajo ha recibido certificaciones de varios ISV, que incluyen:
- Autodesk: AutoCad (2009-2011)
- Dassault Systèmes: Catia V5, SolidWorks (2009-2011)

## 2009

### S20
Lenovo lanzó la estación de trabajo S20 en 2009 y tenía importantes opciones de expansión. La estación de trabajo incluía un zócalo PCI, un PCIe x1 y dos PCIe x16. La estación de trabajo también incluía espacio para una segunda unidad óptica y dos bahías adicionales para unidades de disco duro de 3,5 pulgadas. También había 10 puertos USB y 1 puerto eSATA. Sin embargo, no había un puerto Firewire estándar. The S20 workstation also included several environmentally friendly certifications including EPEAT Gold, RoHS, Energy Star 5.0 and GREENGUARD.
Las especificaciones detalladas de la estación de trabajo se dan a continuación:
- Procesador: Intel Xeon W3540 a 2,93 GHz
- RAM: 4 GB DDR3 ECC 1333, hasta 24 GB (6 zócalos)
- Almacenamiento: 500 GB
- Gráficos: NVIDIA Quadro FX 4800
- Unidad óptica: lectograbadora de DVD de doble capa
- Sistema operativo: Microsoft Windows Vista Business

El S20, al igual que otras estaciones de trabajo en la línea de productos ThinkStation, ha sido certificado por varios ISV, incluidos:
- Autodesk: 3ds Max (2008/2009), AutoCAD 2008, Inventor (2008/2009), Maya (2008 Extension 2/2009/2010), Softimage 2010
- Dassault Systèmes: Catia (V5R18/V5R19/V6R2009x), SolidWorks (2007/2008/2009/2010)
- Siemens: NX 4, NX 5

### D20
También lanzada en 2010 junto con el S20, Desktop Engineering informó que la estación de trabajo D20 tenía un gran parecido con el S20, aunque era notablemente más grande. Según Desktop Engineering, la estación de trabajo D20 entregó puntajes muy altos en sus pruebas comparativas, tanto para Windows XP como para Windows Vista. A pesar de la presencia de varios ventiladores, se informó que la estación de trabajo estaba casi en silencio después del arranque inicial.
Las especificaciones detalladas para la estación de trabajo son las siguientes:
- Procesador: hasta dos Intel Xeon X5550 a 2,67 GHz
- RAM: 8 GB DDR3 SDRAM (1333 MHz) hasta 96 GB (UDIMM) o 192 GB (RDIMM) (12 zócalos)
- Gráficos: NVIDIA Quadro FX 4800
- Almacenamiento: dos SATA 500 GB de 7200 RPM (en RAID 0)
- Unidad óptica: lectograbadora de DVD de doble capa de 16x

## 2008

### S10

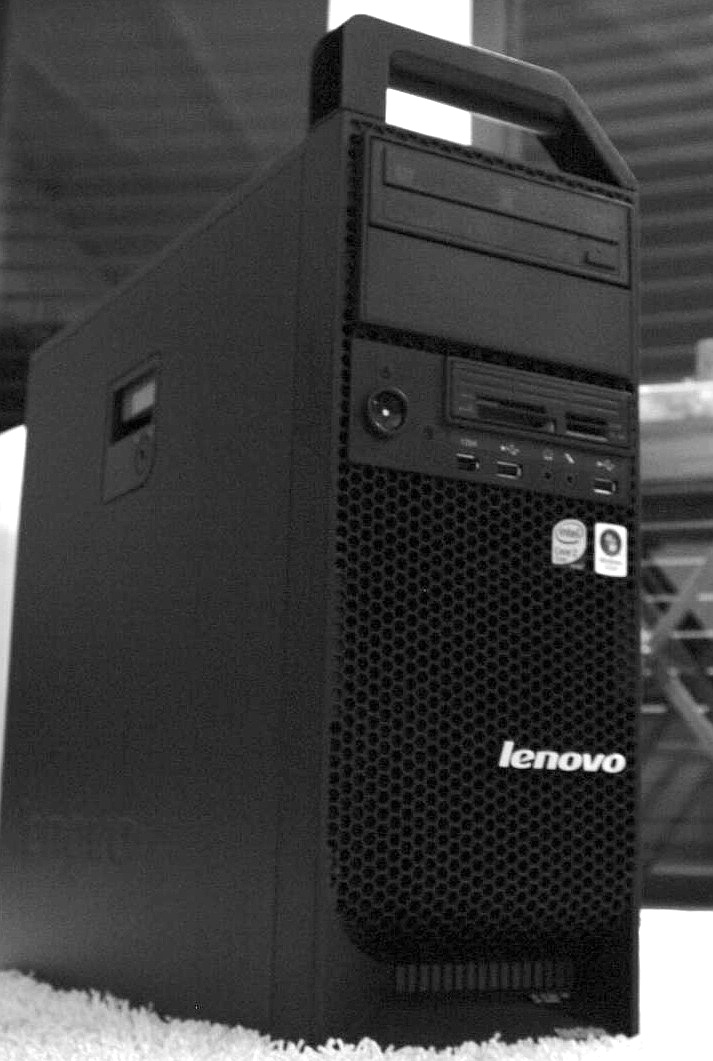
La Lenovo ThinkStation S10

En su revisión del S10, Trusted Reviews indicó que la estación de trabajo usaba un conjunto de chips de consumo, al tiempo que decía: «Al observar las especificaciones disponibles, no hay nada que haga sospechar que estas máquinas pueden tener un rendimiento inferior».
Las especificaciones detalladas para la estación de trabajo son las siguientes:
- Procesador: hasta Intel Core 2 Quad QX6850
- RAM: hasta 8 GB DDR3-1066 ECC (4 zócalos)
- Gráficos: dos PCI-e x16, un PCI-e x4.
  - NVIDIA Quadro NVS 290 (256 MB VRAM)
  - NVIDIA Quadro FX 370 (256 MB VRAM)
  - NVIDIA Quadro FX 1700 (512 MB VRAM)
  - NVIDIA Quadro FX4600 (768 MB VRAM)
- Almacenamiento:
  - hasta SATA 750 GB de 7200 RPM
  - hasta SATA 300 GB de 15.000 RPM
- Unidad óptica: dos bahías 5.25" , grabadora de DVD o Blu-ray
- Factor de forma: Media torre
- Dimensiones (mm): 426 x 175 x 483
- Fuente: 650 Watt, ATX

### D10
Para la estación de trabajo D10, Lenovo incorporó un chipset y procesadores de nivel de servidor, a diferencia del S10. El chipset Intel 5400a utilizado en la estación de trabajo admitía dos procesadores Intel Xeon y 64 GB de RAM. El tamaño de la placa base de la estación de trabajo requería un gabinete más grande para acomodarla. Sin embargo, el aumento de tamaño ofreció bahías adicionales para unidades. El gabinete también se puede montar en un bastidor.
Las especificaciones detalladas de la estación de trabajo D10 son las siguientes:
- Procesador: hasta dos Intel Xeon E5365
- Chipset: Intel 5400a
- RAM: hasta 64 GB DDR2-667 ECC FB-DIMM de 240  pines con buffer completo (8 zócalos)
- Gráficos: dos PCI-e x16
  - NVIDIA Quadro NVS 290 (256 MB VRAM)
  - NVIDIA Quadro FX 370 (256 MB VRAM)
  - NVIDIA Quadro FX 1700 (512 MB VRAM)
  - NVIDIA Quadro FX4600 (768 MB VRAM)
- Almacenamiento:
  - hasta 750 GB 7200 RPM SATA
  - hasta 300 GB 15000 RPM SAS
- Unidad óptica: Three 5.25" bays, DVD or Blu-ray Burner
- Factor de forma: torre
- Dimensiones (mm): 434 x 210 x 602
- Fuente: 1000 Watt privativa